# 23946 Marcelleroux
23946 Marcelleroux (tên chỉ định: 1998 UL6) là một tiểu hành tinh vành đai chính. Nó được khám phá thông qua khảo sát tiểu hành tinh OCA-DLR ở Caussols, Alpes-Maritimes, Pháp ngày 22 tháng 10 năm 1998. Nó được đặt theo tên Marcel Le Roux, nhà thiên văn học nghiệp dư người Bỉ.